# Ptasie mleczko (ornitologia)

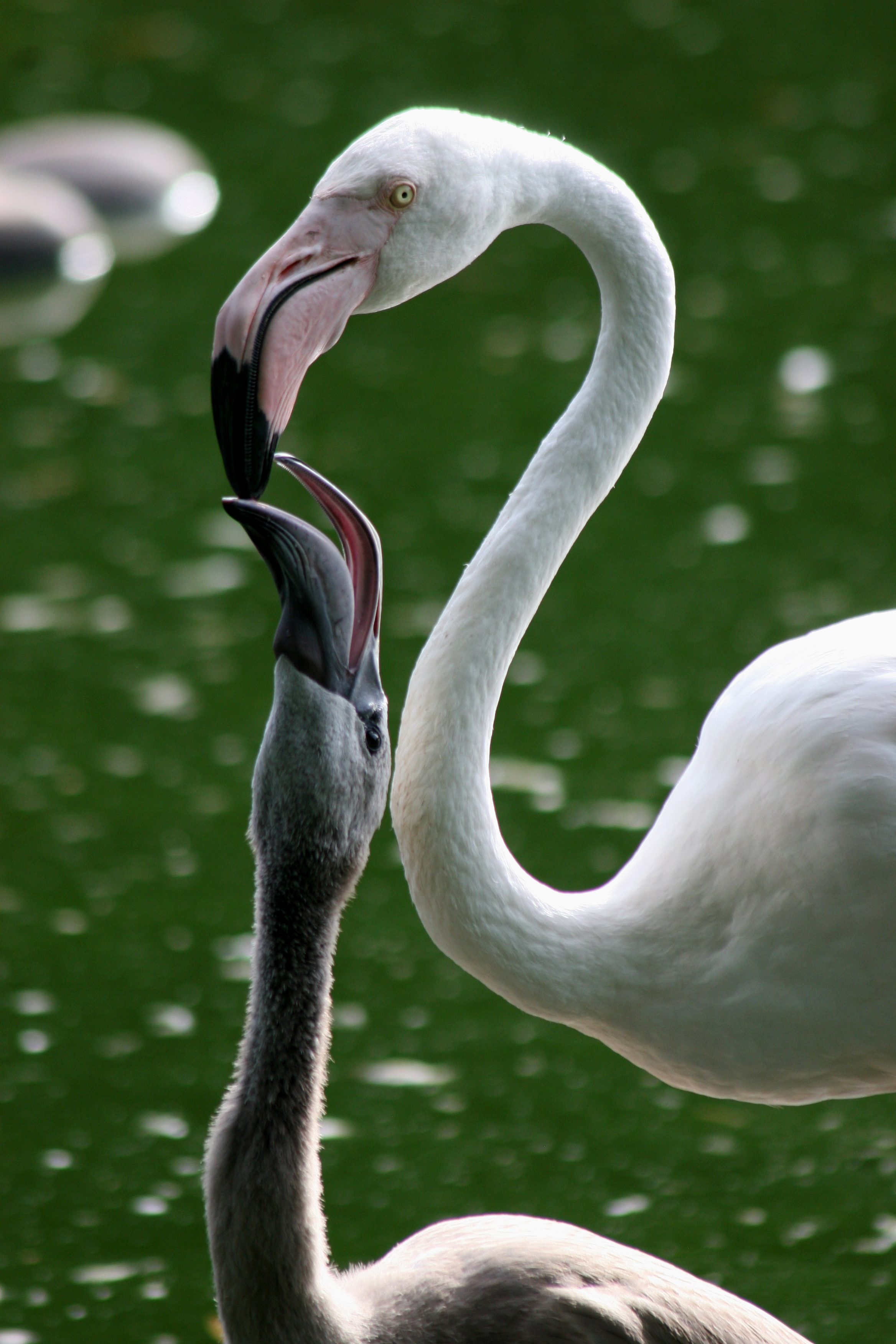
Flaming różowy karmiący młode

Ptasie mleczko, mleczko wola – płynna wydzielina początkowych odcinków przewodu pokarmowego ptaków służąca do karmienia piskląt.

## Fizjologia
U gołębi substancja wydzielana w wolu, u pingwina cesarskiego w przełyku. Pod wpływem prolaktyny, u karmiących gołębi nabłonek wola wypełnia się tłuszczem, złuszcza się i wydziela ptasie mleczko.

## Korzyści biologiczne
Wytwarzanie ptasiego mleczka pozwala uniknąć konieczności poszukiwania specjalnego pokarmu dla piskląt. Jako że substancja wydzielana jest przez samca i samicę, każde z nich może długo przebywać na terenach odpowiednich do zdobywania pokarmu.

## Skład
Skład ptasiego mleczka przypomina składem mleko.
Skład ptasiego mleczka (w % suchej masy):
| substancja  | pingwin cesarski | gołąb |
| ----------- | ---------------- | ----- |
| białka      | 59,3             | 57,4  |
| lipidy      | 28,3             | 34,2  |
| węglowodany | 7,8              | 0     |
| popiół      | 4,6              | 6,5   |